# Berufsbildung (Schweiz)
Berufsbildung bezeichnet im Bildungssystem der Schweiz ein dualer Ausbildungsgang, der berufspraktische Ausbildung mit allgemein und berufskundlicher Schulbildung verbindet. Die Berufsbildung ist Teil des sekundären Bildungsbereichs.
Die berufliche Grundbildung umfasst eine Ausbildung zum Berufsattest, die zwei Jahre dauert, sowie die Berufslehre, die als drei- oder vierjähriger Ausbildungsgang konzipiert ist. Gesetzliche Grundlage ist das Berufsbildungsgesetz (BBG), das 2004 in Kraft trat. Berufsbildung wird darin als gemeinsame Aufgabe von Bund und Kantonen bezeichnet, das Staatssekretariat für Bildung, Forschung und Innovation (SBFI) erlässt Bildungsverordnungen, welche Ziele, Anforderungen und Dauer der Berufsbildungsgänge regeln.
Ungefähr zwei Drittel der Jugendlichen in der Schweiz absolvieren einen berufsbildenden Ausbildung, wobei der Anteil je nach Region variiert. 2019 haben knapp 70'000 Jugendliche einen berufsbildenden Abschluss erhalten.

## Ziele und Eckpunkte des Systems
Die duale Berufsbildung der Schweiz basiert auf der Zusammenarbeit von Bund, Kantonen und Wirtschaft. Die enge Kooperation von Berufsschulen und Lehrbetrieben ist eine Besonderheit des Systems, das zwei wesentliche Ziele verfolgt: Ein soziales, indem Jugendlichen den Einstieg in das Berufsleben ermöglicht wird, wie auch ein wirtschaftliches: Die Berufsbildung führt dazu, dass qualifizierte Arbeitskräfte dem Arbeitsmarkt zugeführt werden können.
Die sich in einer Berufslehre befindenden jungen Menschen werden als „Lernende“ bezeichnet (früher: Lehrling).

## Berufsattest und Berufslehre
Eine 2-jährige berufliche Grundbildung führt zum eidgenössischem Berufsattest (EBA). Sie ist auf «überwiegend praktisch begabte Jugendliche» ausgerichtet und bildet einen anerkannten Abschluss mit einem eigenständigen Berufsprofil. Sie öffnet zudem den Zugang zu einer Berufslehre.
Eine Berufslehre ist eine 3- oder 4-jährige berufliche Grundbildung, die mit einem Eidgenössischen Fähigkeitszeugnis (EFZ) abgeschlossen wird. 2019 wurden 6440 Berufsatteste und 62'596 Eidgenössische Fähigkeitszeugnisse ausgestellt.

## Ferienanspruch
Lernende haben (Stand 2025) Anspruch auf fünf bezahlte Ferienwochen pro Jahr. Die Schweizer Gewerkschaften wollen den Ferienanspruch der Auszubildenden um drei Wochen auf acht erweitern. Dies u. a. mit der Absicht, der Zunahme der aus psychischen Gründen erfolgten Absenzen während der Ausbildungszeit etwas entgegenzusetzen und die Attraktivität der Berufslehre weiter zu erhalten resp. zu erhöhen. Bürgerliche Kräfte  dagegen hegen Zweifel am postulierten Zusammenhang der Zunahme psychischer Leiden und dem Ausbildungsort. Die Beweise fehlten. Es handle sich vielmehr beim Ruf nach mehr Ferien um eine weitere von vielen Forderungen seitens der Linken, die getragen sei von einer Bejahung der Anspruchsmentalität. Besser sei es, den Betrieben frei zu überlassen, individuelle Fringe-Benefits zu gewähren und u. U. in Form von mehr Freizeit auszubauen.